# Vicoa cernua
Vicoa cernua là một loài thực vật có hoa trong họ Cúc. Loài này được (Dalzell) Ling mô tả khoa học đầu tiên năm 1965.